# Poggiardo
Poggiardo – miejscowość i gmina we Włoszech, w regionie Apulia, w prowincji Lecce.
Według danych na rok 2004 gminę zamieszkiwało 6075 osób, 319,7 os./km².
W miejscowości jest stacja kolejowa Poggiardo.